# Staurocleis
Staurocleis is een geslacht van rechtvleugeligen uit de familie veldsprinkhanen (Acrididae). De wetenschappelijke naam van dit geslacht is voor het eerst geldig gepubliceerd in 1923 door Uvarov.

## Soorten
Het geslacht Staurocleis  is monotypisch en omvat slechts de volgende soort:
- Staurocleis magnifica (Uvarov, 1923)